# 阿占·峇基
丹斯里拿督斯里阿占峇基（1963年5月12日—），马来西亚调查官员，自2020年3月起担任马来西亚反贪污委员会（MACC）第6任首席专员。2022年因涉嫌违规超额持股，引起巨大争议。

## 生平
阿占峇基于1963年5月12日出生于马来西亚森美兰州。他获得了马来西亚工艺大学（UTM）电机工程文凭、马来亚大学（UM）法学学士和亚洲电子大学（AEU）硕士学位。 

### 职业生涯
阿占峇基的职业生涯始于1984年，在马来西亚反贪污局 （ACA） 担任助理调查官，并于2000年起在霹雳州的反贪污办事处任职，直到2007年被调往反贪局的总部。
在反贪污局任职期间，他担任过调查官、情报官、检察官的职位，并参与了社区教育活动。2007年，他领导一个特别工作组调查巴生港口自贸区丑闻事件（PKFZ），但该案最终在无人入罪的情况下结束。2013年，他晋升成为情报总监。2015年，担任调查总监和副首席专员（运营）。2019年，他联同其它执法机构调查前朝政府在一个马来西亚发展有限公司丑闻（1MDB）的违规行为，并从前首相纳吉·阿都拉萨与其它41名个人账户中，充公了总计2.7亿令吉资金。

### 反贪会首席专员（2020）
2020年2月底，马来西亚政坛发生政治危机，导致执政党希盟政府垮台，也导致司法机构产生人事变动。时任反贪腐首席专员拉蒂花于3月6日宣布缩短其任期的决定，由阿占峇基暂时接替她的职位。3天后的3月9日，阿占峇基获得首相慕尤丁的任命，正式受委为马来西亚反贪污委员会首席专员职位，即日生效。
2021年10月28日，在奥地利维也纳举行的第10届国际反腐败学院年度会议中，他受委为该学院2021年至2024年的理事会（BoG）成员之一。

#### 国际贪污印象指数
阿占峇基领导马来西亚反贪污委员会以后，马来西亚连续3年（2020-2022）贪污印象指数（CPI）下降。有观点认为下降是政府缺乏改革反贪污委员会，让其变得更独立及有效率的政治意愿的原因是其中之一。但阿占峇基对此辩称有关指数不一定能够精准描绘真实的贪腐情况。
2023年，马来西亚贪污印象指数略有进步，得分从2022年的47分增至50分，改写过去3年的低分状态。国际透明组织马来西亚分会指出，取得进步的部分原因包括反贪污委员会和总检察署做出表率，提控知名政治人物。阿占峇基则指出，新成立的委员会在CPI排名中发挥了关键作用。马来西亚在2024年的贪污印象指数维持不变，但国际透明组织大马分会认为，近期爆发的沙巴贪腐案将影响2025年公布的排名。阿占峇基在与首相安华·依布拉欣主持反贪会仪式上表示，他将全力支持首相和政府希望消除腐败的愿景和承诺。然而，他承认反贪会仍面临巨大挑战，特别是在提高大马CPI方面。

#### 处理沙巴政府贪污案件
2024年11月9日，一名吹哨人向网络媒体《当今大马》揭露，由沙巴首席部长哈芝芝·诺领导下的政府高层成员，以及沙巴民意党的数名议员涉及贪污，并声称自己握有数段州议员商议金钱交易的影片报导。
在一系列将多名沙巴州议员与涉嫌丑闻联系起来的视频被泄露后，反贪会首先传召沙巴矿物管理私人有限公司（SMM）前首席执行员恩吉洪和沙巴民意党的数名议员助查，反贪会共传召吹哨人在内的15人进行记录陈述。阿占峇基否认反贪会从未采取行动的指责，并指已经第二次把调查报告提交给总检察署。他指责吹哨人在向反贪会提供所有证据之前，已把证据交给媒体，而吹哨人仍在寻求豁免罪名的情况下才交出掌握的证据，对此无法提供任何保护。另一方面，安华政府亦反对先向媒体爆料再投报的做法，以避免被控者受到舆论审判，招致社会诸多批评。
自2024年11月揭露沙巴政府贪污案件，以及2025年1月完成证人陈述以后，阿占峇基领导的反贪会面临社会批评。人民复兴党仙本那国会议员沙菲益阿达认为，自沙巴贪污案件揭露以来，反贪会调查未有进展实乃「神迹」。后来，阿占峇基表示，调查沙巴政府集体涉贪案的最大挑战是缺乏足够的信息，并将原因归咎于吹哨人没有向反贪会提供视频证据。民兴党署理主席达勒雷京指出，他曾见过在其它贪腐案件中，哪怕是证据更少，反贪会也会将嫌疑人扣押，驳斥阿占峇基是「一派胡言」。前副法律和机构改革部长蓝卡巴星驳斥有关缺乏足够信息会阻碍反贪会对沙巴涉嫌采矿丑闻进行调查的说法，称这是「荒谬」的。

## 轶事
阿占峇基在2022年马来西亚大选竞选期间，被公正党署理主席拉菲兹放话，一旦希盟成功执政，他将亲自向后者对他展开的政治迫害行为算账。拉菲兹因不满反贪会连续两天搜查其拥有的Invoke Solutions公司，批评反贪会试图损害他的政治形象。阿占峇基随后接受采访时自嘲对于拉菲兹的恐吓言论感到害怕，并讽刺后者若掌权后可能的濫权行为，也表示不排除向警方投报。拉菲兹后来澄清要在当选后对付阿占峇基是一场误会。

## 争议

### 执法争议
阿占峇基在担任反贪会首席专员期间，他面对各种不同的指控，包括有罪不罚、撤消检控、滥用职权和选择性提控的批评。

#### 撤消里扎阿兹控状
里扎阿兹是马来西亚第6任首相纳吉·阿都拉萨的继子，也是一名电影制作人，他参与的知名作品是好莱坞的《华尔街之狼》的制作，因涉及一马公司案而被检控。
2020年5月14日，总检察署与里扎阿兹达成和解协议，后者只需归还數百萬令吉就可以获得假释，同时檢方也要歸還里扎阿兹繳付的100萬令吉保釋金和结束对他的起诉。里扎阿兹达成的协议内容引起了争议，反贪会发表文告解释称，这项协议是经前总检察长汤米·汤姆斯审议并同意，而总检察署也发出相似声明。
不过汤米汤姆斯本人则坚持否认有关同意政府撤销里扎阿茲洗黑钱的控状，并称反贪会指他同意这项协议是虚假陈述。

#### 滥用权力
2024年9月29日，前财政部长達因·再努丁的妻子奈玛哈立德（Naimah Khalid）根据《彭博社》援引消息人士的话报道称，反贪会首席专员阿占峇基告知其反贪机构官员，时任首相安华指示调查前首相马哈迪·莫哈末及其儿子以及达因，还告知不要调查安华·依布拉欣前政治秘书法哈什·瓦法·萨尔瓦多·黎刹·穆巴拉克（Fahash Wafa Salvador Rizal Mubarak）因通过个人公司，收购科技联合（HTPADU）股权一事而引发的争议。奈玛哈立德向警方报案，举报反贪会涉嫌滥用权力调查其丈夫。

### 持股丑闻
2021年10月26日至12月15日，调查记者拉丽塔·库纳拉特南（Lalitha Kunaratnam）因在独立新闻服务（INS）分别发表两篇针对反贪污委员会主席阿占峇基持有百万股权，涉嫌违反职业操守的文章，继而引发巨大的社会争议事情。

### 干涉司法分权原则
2022年4月22日，马来西亚上诉法院法官莫哈末纳兹兰因被部落客拉惹柏特拉在其经营的《今日大马》网站指控其银行账户有来历不明的资金，而受到反贪会立刻在隔日开挡调查。
阿占峇基被质疑其领导的反贪会违反了司法机构本身就拥有能制衡法官的制度的原则，同时他也被质疑在本身持有数百万股票的违法事件中，反贪反并没采取相同的调查行动具有双重标准。不过反贪会表示，会开档调查是基于接获投报，并非因为媒体的新闻报道或网站指控。
经过长时间的讨论和考虑之后，马来西亚律师公会在5月27日的特别大会上同意通过行动来抗议反贪会干涉司法机构。马来西亚律师公会认为，反贪会调查一名法官的行为，会对法官造成恐惧，继而影响法庭裁决的公平性和公众对司法的信心，同时违反了司法分权的基本原则，并定于6月17日展开名为「司法独立之行」（Walk for Justice）的游行示威，目的是要求政府捍卫司法独立、维护公众对司法系统的信心、谴责反贪会的行为和期望推行司法改革。
马来西亚律师公会联同沙巴与砂拉越数百名律师和在野党议员计划游行至国会大厦抗议，但最终被马来西亚警察堵截在吉隆坡默布草场（Padang Merbok）。不过，该团体成功将其4项诉求的备收录递交给负责法律事务的首相署副部长玛斯恩美雅蒂，游行活动随着解散。这是继同年1月持股丑闻的示威活动后，第二次针对反贪会的游行集会。

### 其它
- 2020年8月6日，前任马来西亚财政部长林冠英因涉嫌在槟城海底隧道事件索贿，被反贪会逮捕调查。林冠英在被通宵扣留了一晚后，透过面子书撰文分享在扣留所的经历，控诉在上吉隆坡地庭的前一天，他被反贪会要求必须换上橙色囚衣，还得睡在没有床垫也没有枕头的木地板上，质问反贪会为何对待他的待遇远不及因贪污腐败而被调查的前首相纳吉·阿都拉萨，以及是否存在着双重标准。阿占峇基对此驳斥林冠英的指控，指所有人都使用了同样的程序，包括纳吉和其他几名巫统领袖，逮捕林冠英并没有双重标准待遇。如果林冠英觉得自己在拘捕行动受到不公平对待，他可以向警方报案，或将此事带上法庭[29]。林冠英随着贴出一个2018年9月20日纳吉并没有被关在扣留所，而是被安置在反贪会建筑物内的视频，表示希望能帮助唤起阿占峇基的记忆[30]。3天后，阿占峇基重申，换上橙色囚服事宜是由查案官斟酌，否认在调查林冠英的案件时表现偏心，强调反贪会在执行任务的过程专业和透明[31]。

- 2020年8月下旬，时任国防部副部长依玛希山写支持信，推荐儿子出任官企董事，引发网民和反对党议员炮轰，抨击此为裙带主义行为，阿占峇基对此被质问为何尚未调查此事[32]。但反贪会对此解释，表示政治人物、副部长或部长发支持信并不违法[33]。

- 阿占峇基曾在2020年反贪会成立53周年的仪式上接受专访时宣告，将致力保证会援引《2010年保护告密者法令》保护吹哨者。然而，在2021年至2022年阿占峇基涉及的持股丑闻中，他起诉揭露他的举报人，将自己的公信力推翻。
- 2021年7月21日，阿占峇基因在一场会议上质疑由国际透明组织发布的贪污印像指数（CPI），并认为其真实性、可信度和可靠性令人生疑，引起舆论诟病。民主行动党主席林冠英质疑阿占峇基是对国际透明组织將马来西亚CPI指教下降至2018年以来新低点一事怀恨在心，同时也认为阿占峇基涉及各种滥权渎职的指控，并不适合掌管反贪会，呼吁阿占峇基应该辞职[34]。人民公正黨署理主席拉菲兹讽刺，若自身是反贪会主席早就辞职谢罪[35]。反贪污与朋党主义中心（C4）感叹阿占峇基的言论顯示对贪腐的极肤浅认识[36]。
- 2022年9月30日，民主行动党主席林冠英反驳阿占峇基声称其领导的反贪会已是一个独立的机关，因此不需要对国会负责的言论，并罗列18宗案例，称反贪会不但允许被用作对付在野党议员和反对政府人士的政治武器，也未能履行其法定职责，背离了其无畏无惧，不偏袒及独立行动的目标[37]。

## 个人观点
2020年10月1日，阿占峇基在反贪会成立53周年仪式上接受专访时表示，为改变公众认为反贪会无法在没有外部干预的情况下专业地履行职责，他赞成政府提出的一些有助于提高公众信心的修正案，包括反贪会首席专员的任命需要得到国会议员的支持、在反贪会之下成立一个服务委员会，以终止由公共服务委员会控制的反贪会官员和工作人员的招聘服务、修改联邦宪法，以允许议会任命反贪会首席专员，并为成立服务委员会铺平道路。阿占峇基强调，在未来三年内，其领导的反贪会重点将放在打击经济犯罪和帮助政府减少公共资金外流，但这并不意味着不会优先考虑其他类型的腐败案件。关于零腐败的愿景，阿占峇基承认这不是一件容易实现的事情：「迄今为止，世界上没有任何国家可以声称拥有零腐败，如果我们想谈论零腐败，那么我们必须看看前线人员，在这种情况下，他们是执法人员。如果他们是干净的，那么社会也会认为这个国家是干净的。 因此，为了实现零腐败，我们必须纠正（腐败行为）前线人员，特别是那些与外国人打交道的人」。他在补充反贪会过去三年处理的许多案件都是基于从举报人那里收到的信息，但也明白许多人仍然不愿就贪污行为提出投诉的情况宣告「我们想向他们保证，举报人将在《2010年保护告密者法令》的保障下受到保护，不会受到加害行动」
。
2021年10月1日，阿占峇基在纪念反贪污委员会成立54周年仪式上接受访问时表示，尽管打击腐败并不是该委员会的唯一责任，但其它机构总是对委员会过度依赖。阿占峇基坦言，这种过度依赖包括，其它政府机构都有自己的诚信部门，但就连撰写官员的犯罪报告这种最基本的职能，都总是等待反贪会的官方报告。然而，这种自己的调查结果和建议的报告，对于解决问题、系统或程序至关重要，但许多人缺乏建立反贿赂管理系统的意愿。阿占峇基坦言，反贪会的存在并不是展示实力或对越界人士施加重罚，而是提醒堵住公共管理体制的漏洞，因此反贪会将大部分重点都放减少纳税人资金流失方面的采购、执法和腐败领域的问题展开，同时特别针对公务员内部的腐败问题进行训练。他也强调，关于政治献金有关的问题，认为是时候引入规范这种做法的法律，因为在广泛定义的政治献金的例子中，有关可疑做法无法得到有效调查。
2022年7月21日，阿占峇基在一场媒体活动上向媒体表示，由国际透明组织每年发布的贪污印像指数（CPI）不一定能反映出一个国家的真实贪污情况，而是衡量贪污水平的一种印象。他表示，国际透明组织发布对公共部门腐败的感知程度的年度调查对国家进行排名，并非所有部门都与腐败有关，其中涉及人权问题以及商业道德等。在与媒体的问答环节中，阿占峇基还被问及他对马来西亚投资者对CPI的印象会否远离某个国家的看法。他认为，外国投资者仍然在其他国家投资，而这些国家的贪污印象远比马来西亚严重，并引述马来西亚国家银行（BNM）的报告，外国投资者没有理由会基于这种印象而跑掉，但如果有投资者可能因为其他各种原因避开马来西亚，他不知道这些原因是什么。他补充说，投资者仍在进入CPI比马来西亚差的国家，比如泰国、印度尼西亚或越南，建议媒体去调查。

## 封衔
- 马来西亚：
  -  护国有功勋章（AMN）（2009年）[40][41]
  -  国家领袖勋章（PJN）—拿督（2017年）[40][42]
  -  效忠领袖勋章（PSM）—丹斯里（2021年）[40][43]

- 聯邦直轄區：
  -  联邦直辖区斯里勋章（SMW）—拿督斯里（2018年）[40]

- 马六甲：
  -  马六甲荣誉勋章（DMSM）—拿督（2013年）[40]

- 彭亨：
  -  苏丹阿末沙效忠成员勋章（AAP）（2008年）[40]
  -  彭亨王冠拿督勋章（DIMP）—拿督（2011年）[40]
  -  苏丹阿末沙效忠拿督勋章（DSAP）—拿督（2013年）[40]
  -  苏丹阿末沙效忠斯里勋章（SSAP）—拿督斯里（2014年）[40]

- 沙巴：
  -  神山领袖勋章（SPDK）—拿督斯理邦里玛（2022年）[44]

- 吉兰丹：
  -  吉兰丹效忠斯里勋章（SPSK）—拿督（2022年）[45]
- 砂拉越：
  -  砂拉越之星国家领袖勋章（PNBS）—拿督斯里（2023年）[46]